# Ziemas Kauss
La Ziemas Kauss, nota anche come Virsligas Winter Cup, è stata la Coppa di Lega della Lettonia dal 2013 al 2018. Si disputava tra gennaio e febbraio, prima dell'inizio del campionato.

## Albo d'oro
| Stagione | Vincitore | Punteggio     | Finalista        | Stadio         |
| -------- | --------- | ------------- | ---------------- | -------------- |
| 2013     | Daugava   | 3–0           | Ventspils        | Skonto Stadium |
| 2014     | Skonto    | 3–2           | Jelgava          | Skonto Stadium |
| 2015     | Skonto    | 3–1           | Liepāja          | Skonto Stadium |
| 2016     | Liepāja   | 1–0           | Ventspils        | Skonto Stadium |
| 2017     | RFS Riga  | [ 1 ]         | Liepāja          |                |
| 2018     | RFS Riga  | 2–2 (5-4 dtr) | Spartaks Jūrmala | Skonto Hall    |

## Vittorie per squadra
| Squadra  | Vittorie |
| -------- | -------- |
| Skonto   | 2        |
| RFS Riga | 2        |
| Daugava  | 1        |
| Liepāja  | 1        |